# Глиняний
Глиняний — село в Україні, у Бедевлянській сільській громаді Тячівського району Закарпатської області. Населення становить 301 особу (станом на 2001 рік). Село розташоване на півдні Тячівського району, за 3,6 кілометра від районного центру.

## Географія
Село Глиняний лежить за 3,6 км на північний схід від районного центру, фізична відстань до Києва — 548,1 км.
| Клімат Глиняного        | Клімат Глиняного | Клімат Глиняного | Клімат Глиняного | Клімат Глиняного | Клімат Глиняного | Клімат Глиняного | Клімат Глиняного | Клімат Глиняного | Клімат Глиняного | Клімат Глиняного | Клімат Глиняного | Клімат Глиняного | Клімат Глиняного |
| Показник                | Січ.             | Лют.             | Бер.             | Квіт.            | Трав.            | Черв.            | Лип.             | Серп.            | Вер.             | Жовт.            | Лист.            | Груд.            | Рік              |
| Середній максимум, °C   | 0,2              | 2,5              | 8,5              | 14,9             | 20,3             | 23,0             | 24,7             | 24,3             | 20,4             | 14,7             | 7,3              | 2,1              | 13,6             |
| Середня температура, °C | −3,3             | −1,1             | 3,9              | 9,5              | 14,6             | 17,4             | 19,0             | 18,4             | 14,7             | 9,4              | 3,8              | −0,7             | 8,8              |
| Середній мінімум, °C    | −6,7             | −4,6             | −0,6             | 4,2              | 8,9              | 11,9             | 13,3             | 12,6             | 9,1              | 4,2              | 0,4              | −3,5             | 4,1              |
| Норма опадів, мм        | 51               | 45               | 44               | 55               | 79               | 101              | 86               | 76               | 49               | 46               | 55               | 67               | 754              |
| ----------------------- | ---------------- | ---------------- | ---------------- | ---------------- | ---------------- | ---------------- | ---------------- | ---------------- | ---------------- | ---------------- | ---------------- | ---------------- | ---------------- |
| Джерело:                |                  |                  |                  |                  |                  |                  |                  |                  |                  |                  |                  |                  |                  |

Лиса гора — Вона береже чимало таємниць. Біля самого вершечка пульсує живодайне джерело з кришталевою студеницею, звідси збігає донизу швидкий потічок, який впадає прямісінько в річку Тересву. Проте останніми роками в літню посуху від нього не лишається і сліду. А в надрах гори ховаються оповиті легендами печери. Переказують, місцеві ховалися в них від лихих завойовників у часи монголо-татарської навали.
Що ж до назви «Глиняний», то, вважають, вона пішла від місцевого вислову «яблук — як глини». Адже тутешні сади здавна славляться своєю врожайністю, а самі яблука — високим вмістом заліза. Недарма, кажуть, у давнину місцеві євреї-торгівці скуповували в селян майбутній урожай, коли ще яблуні були в цвіт.

## Населення
Станом на 1989 рік у селі проживала 251 особа, серед них — 126 чоловіків і 125 жінок.
За даними перепису населення 2001 року у селі проживала 301 особа. Рідною мовою назвали:
| Мова       | Кількість осіб | Відсоток |
| ---------- | -------------- | -------- |
| українська | 294            | 97,67 %  |
| російська  | 6              | 1,99 %   |
| румунська  | 1              | 0,33 %   |

## Туристичні місця
— Лиса гора — Вона береже чимало таємниць. Біля самого вершечка пульсує живодайне джерело з кришталевою студеницею, звідси збігає донизу швидкий потічок, який впадає прямісінько в річку Тересву. Проте останніми роками в літню посуху від нього не лишається і сліду. А в надрах гори ховаються оповиті легендами печери.